# アーバーデ郡
アーバーデ郡（ペルシア語: شهرستاندباده）はイランのファールス州の郡。郡庁所在地はアーバーデ
。2016年の国勢調査では、郡の人口は10万0831人であり、ファールス州の北部で最も人口の多い郡。郡には、中央地区とバーマン・ソガド地区の2つの地区があり、そのもとに5つの市（アーバーデ、ソガド、バーマン、イザドカスト、およびスルマク）がある。

## 行政区画
緑：中央地区

紫：バーマン・ソガド地区